# اچ‌ام‌اس اگلینتون (ال۸۷)
اچ‌ام‌اس اگلینتون (ال۸۷) (به انگلیسی: HMS Eglinton (L87)) یک کشتی بود که طول آن ۸۵ متر (۲۷۸ فوت ۱۰ اینچ) بود. این کشتی در سال ۱۹۴۰ ساخته شد.